# كونتية هورنه

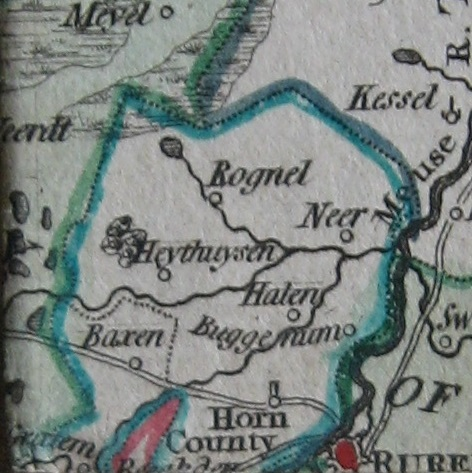
كونتية هورن في القرن 18

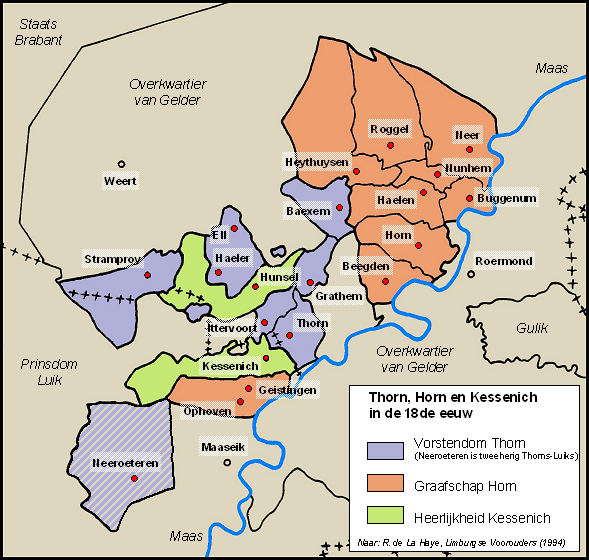
خريطة تبين الإمبراطورية دير ثورن، ومقاطعة هورن وبارونية كيسينيش

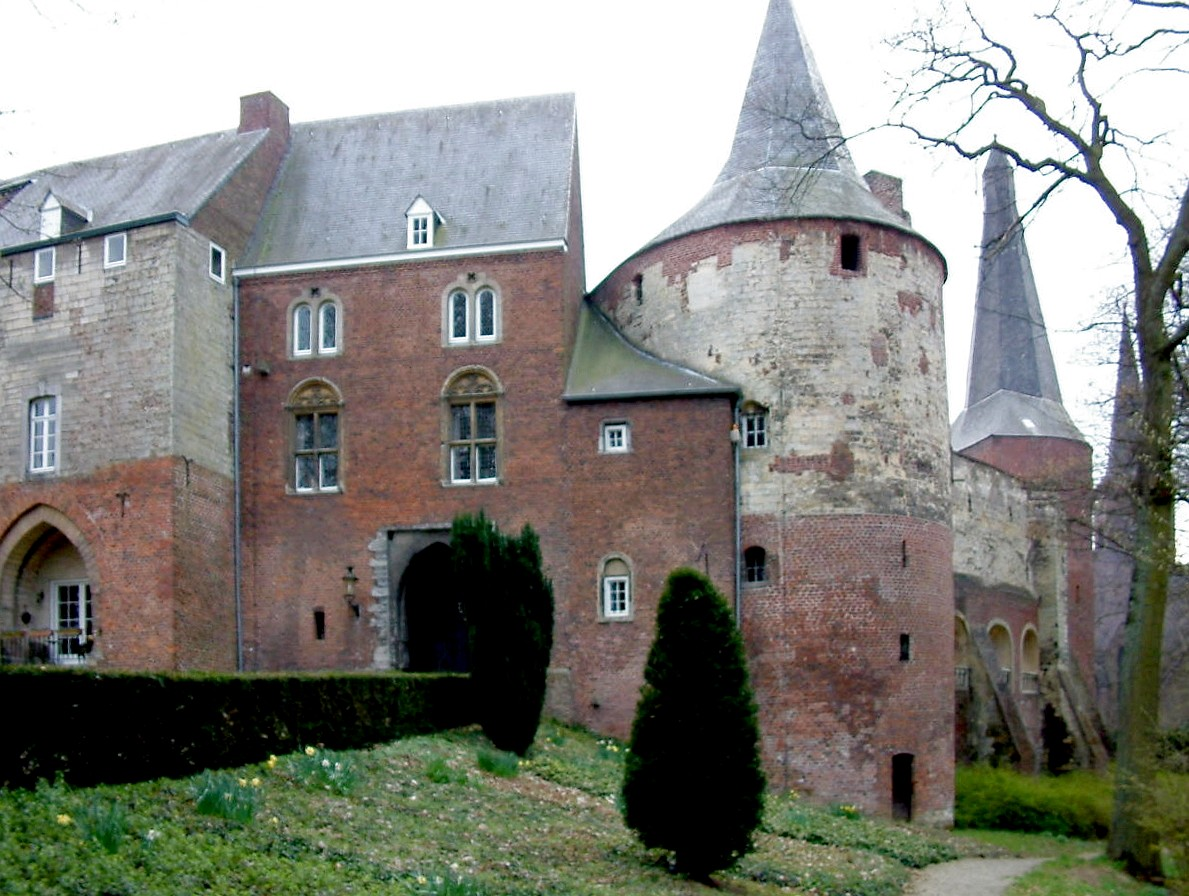
قلعة هورن

كونتية هورنه هي محافظة تاريخية من الإمبراطورية الرومانية المقدسة في هولندا بلجيكا الحديثة. اتخذت اسمها من Horn، غرب رورموند. وقد انتقل مقر كونتات الكونتية من هورن إلى فيرت في القرن 15.